# Karate en los Juegos Panafricanos de 2023
El Karate en los Juegos Panafricanos de 2023 se llevó a cabo del 7 al 9 de marzo de 2024 en el Ga Mashie Hall en Accra, Ghana.

## Resultados

### Men
| Evento             | Oro | Plata | Bronce |
| ------------------ | --- | --- | --- |
| Kata individual    | Karim Waleed Ghaly | Adam Rchouq                                                                                                  | Jesse Sim |
| Kata individual    | Karim Waleed Ghaly | Adam Rchouq                                                                                                  | Saber Benmakhlouf                                                                                                 |
| Kata por equipos   | Egipto · Abdelrahman Abdelsalam · Mostafa El-Ghobashy · Zeyad Mohamed                                                 | Argelia Youssef Zaid Saber Ben Makhlouf Abdelhadi Ouchaoua                                                   | Burkina Faso Allan Sanou Marc Sanou Samuel Sanou                                                                  |
| Kata por equipos   | Egipto · Abdelrahman Abdelsalam · Mostafa El-Ghobashy · Zeyad Mohamed                                                 | Argelia Youssef Zaid Saber Ben Makhlouf Abdelhadi Ouchaoua                                                   | Sudáfrica Bradley Ho-Tong Jesse Sim Sibongiseni Ngwenya                                                           |
| Kumite −60 kg      | Alaa Selmi | Iheb Ferchichi                                                                                               | Abdelali Jina |
| Kumite −60 kg      | Alaa Selmi | Iheb Ferchichi                                                                                               | Mohamed Salama |
| Kumite −67 kg      | Ayoub Anis Helassa | Said Oubaya                                                                                                  | Moamen Sabry |
| Kumite −67 kg      | Ayoub Anis Helassa | Said Oubaya                                                                                                  | Yoan Junior Dassi Tchouela                                                                                        |
| Kumite −75 kg      | Abdalla Abdelaziz | Mohamed Abudabous                                                                                            | Abraham Bikoka |
| Kumite −75 kg      | Abdalla Abdelaziz | Mohamed Abudabous                                                                                            | Oussama Zaid |
| Kumite −84 kg      | Youssef Badawy | Makhtar Diop                                                                                                 | Daouda Kader Traoré                                                                                               |
| Kumite −84 kg      | Youssef Badawy | Makhtar Diop                                                                                                 | Mehdi Sriti |
| Kumite +84 kg      | Houssem Eddine Choiya                                                                                                 | Taha Tarek Mahmoud                                                                                           | Hocine Daikhi |
| Kumite +84 kg      | Houssem Eddine Choiya                                                                                                 | Taha Tarek Mahmoud                                                                                           | Mouhamadou Falilou Diop                                                                                           |
| Kumite por equipos | Egipto · Youssef Badawy · Taha Tarek Mahmoud · Moamen Sabry · Abdalla Abdelgawad · Abdalla Abdelaziz · Mohamed Salama | Argelia Hocine Daikhi Ousama Zitouni Falleh Midoune Oussama Zaid Ayoub Anis Helassa Naim Roouichi Alaa Selmi | República del Congo                                                                                               |
| Kumite por equipos | Egipto · Youssef Badawy · Taha Tarek Mahmoud · Moamen Sabry · Abdalla Abdelgawad · Abdalla Abdelaziz · Mohamed Salama | Argelia Hocine Daikhi Ousama Zitouni Falleh Midoune Oussama Zaid Ayoub Anis Helassa Naim Roouichi Alaa Selmi | Túnez Houssem Edine Choiya Laith Haddaji Iheb Ferchichi Ramez Bouallagui Mouhib Abid Nassim Nacef Youssef Djeridi |

### Femenino
| Evento             | Oro                                                                       | Plata                                                                    | Bronce                                                            |
| ------------------ | ------------------------------------------------------------------------- | ------------------------------------------------------------------------ | ----------------------------------------------------------------- |
| Kata individual    | Aya En-Nesyry                                                             | Aïcha Narimène Dahleb                                                    | Aya Hesham                                                        |
| Kata individual    | Aya En-Nesyry                                                             | Aïcha Narimène Dahleb                                                    | Maxine Willemse                                                   |
| Kata por equipos   | Egipto · Aya Hesham · Asmaa Allam · Noha Amr Antar                        | Marruecos Aya En-Nesyry Sanae Agalmam Marwa Salmi                        | Argelia Rayane Salakedji Aïcha Narimène Dahleb Aya Ouled El Arabi |
| Kata por equipos   | Egipto · Aya Hesham · Asmaa Allam · Noha Amr Antar                        | Marruecos Aya En-Nesyry Sanae Agalmam Marwa Salmi                        | Botsuana Lethabo Sekano Amantle Leburu Lesego Masimola            |
| Kumite −50 kg      | Yasmin Nasr Elgewily                                                      | Cylia Ouikene                                                            | Fenosoa Rakotobe                                                  |
| Kumite −50 kg      | Yasmin Nasr Elgewily                                                      | Cylia Ouikene                                                            | Marinda Roetz                                                     |
| Kumite −55 kg      | Louiza Abouriche                                                          | Ahlam Youssef                                                            | Maïmouna Niang                                                    |
| Kumite −55 kg      | Louiza Abouriche                                                          | Ahlam Youssef                                                            | Chaimae El Hayti                                                  |
| Kumite −61 kg      | Noursin Aly                                                               | Wafa Mahjoub                                                             | Abigael Mbemba                                                    |
| Kumite −61 kg      | Noursin Aly                                                               | Wafa Mahjoub                                                             | Chaima Midi                                                       |
| Kumite −68 kg      | Fatima-Zahra Chajai                                                       | Wissal Ezzar                                                             | Karima Mekkaoui                                                   |
| Kumite −68 kg      | Fatima-Zahra Chajai                                                       | Wissal Ezzar                                                             | Lethabo Sekano                                                    |
| Kumite +68 kg      | Menna Shaaban Okila                                                       | Maroua Eddarhri                                                          | Chehinez Jemi                                                     |
| Kumite +68 kg      | Menna Shaaban Okila                                                       | Maroua Eddarhri                                                          | Chaïma Oudira                                                     |
| Kumite por equipos | Egipto · Noursin Aly · Menna Shaaban Okila · Ahlam Youssef · Habiba Hekal | Senegal Ndéye Yacine Lô Maïmouna Niang Aïssatou Simall Fatou Ndiaye Diop | República del Congo                                               |
| Kumite por equipos | Egipto · Noursin Aly · Menna Shaaban Okila · Ahlam Youssef · Habiba Hekal | Senegal Ndéye Yacine Lô Maïmouna Niang Aïssatou Simall Fatou Ndiaye Diop | Marruecos Fatima-Zahra Chajai Maroua Eddarhri Chaimae El Hayti    |

## Medallero
| Núm. | País                | Oro | Plata | Bronce | Total |
| ---- | ------------------- | --- | ----- | ------ | ----- |
| 1    | Egipto              | 10  | 2     | 3      | 15    |
| 2    | Argelia             | 3   | 4     | 7      | 14    |
| 3    | Marruecos           | 2   | 4     | 4      | 10    |
| 4    | Túnez               | 1   | 3     | 2      | 6     |
| 5    | Senegal             | 0   | 2     | 2      | 4     |
| 6    | Libia               | 0   | 1     | 0      | 1     |
| 7    | República del Congo | 0   | 0     | 4      | 4     |
| 7    | Sudáfrica           | 0   | 0     | 4      | 4     |
| 9    | Burkina Faso        | 0   | 0     | 2      | 2     |
| 9    | Botsuana            | 0   | 0     | 2      | 2     |
| 11   | Camerún             | 0   | 0     | 1      | 1     |
| 11   | Madagascar          | 0   | 0     | 1      | 1     |